# Takahashi Kageyasu
Takahashi Kageyasu (japanisch 高橋 景保; geboren 1785 in Osaka; gestorben 26. Februar 1829 in Edo) war ein japanischer Geograph und ein Gelehrter der „Westlichen Wissenschaften“.

## Leben und Wirken
Takahashi Kageysu war der Sohn des für das Shogunat arbeitenden Astronomen Takahashi Yoshitoki (1764–1804). Er folgte seinem Vater nach dessen Tod 1804 auf diese Position und publizierte 1810 auf Anordnung des Bakufu eine moderne Weltkarte unter dem Titel „Neubearbeitete Karte der ganzen Welt mit allen Ländern“ (新訂万国輿地全図, Shintei bankoku jochi zenzu). Dann verfertigte er eine genaue Karte Japans, basierend auf den Vermessungen des Kartografen Inō Tadataka und den beiden Erforschern des nördlichen Japans, Mamiya Rinzō und Mogami Tokunai.
1811 eröffnete Takahashi ein Übersetzungsbüro für ausländische Bücher und übersetzte Teile der Geschichte Japans aus dem Buch, das auf dem Manuskript des Japan-Reisenden Engelbert Kaempfer basierte. Der Japan-Forscher Philipp Franz von Siebold lernte Takahashi kennen und schätzen. Es kam zu einem Informationsaustausch in der Form, das Siebold Takahashi den Krusenstern-Bericht über seine Weltumseglung überließ und Takahashi im Gegenzug Siebold die neuesten Karten Japans übergab.
Als 1828 Siebolds Dienstzeit in Japan zu Ende ging, wurde die von ihm angelegte Sammlung japanischer Objekte auf das nach Holland gehende Schiff verladen. Als jedoch kurz nach dem Auslaufen das Schiff durch einen Taifun an Land getrieben und manövrierunfähig wurde, die Ladung an Land gebracht wurde, entdeckte man in Siebolds Gepäck die Landkarten. Siebold wurde festgenommen, ebenso Takahashi Kageyasu.
Takahashi starb in der Haft noch vor dem Prozess gegen ihn. So wurde sein Leichnam bis zur Verurteilung in Salzlauge eingelegt. Begraben ist er, wie auch sein Vater und Inō Tadataka, am Tempel Genkū-ji (源空寺) in Tōkyō.